# Plestiodon obsoletus
Espèce
Synonymes
- Plestiodon obsoletum Baird & Girard, 1852
- Eumeces obsoletus (Baird & Girard, 1852)
- Lamprosaurus guttulatus Hallowell, 1852

Statut de conservation UICN

 LC  : Préoccupation mineure
Plestiodon obsoletus est une espèce de sauriens de la famille des Scincidae.

## Répartition

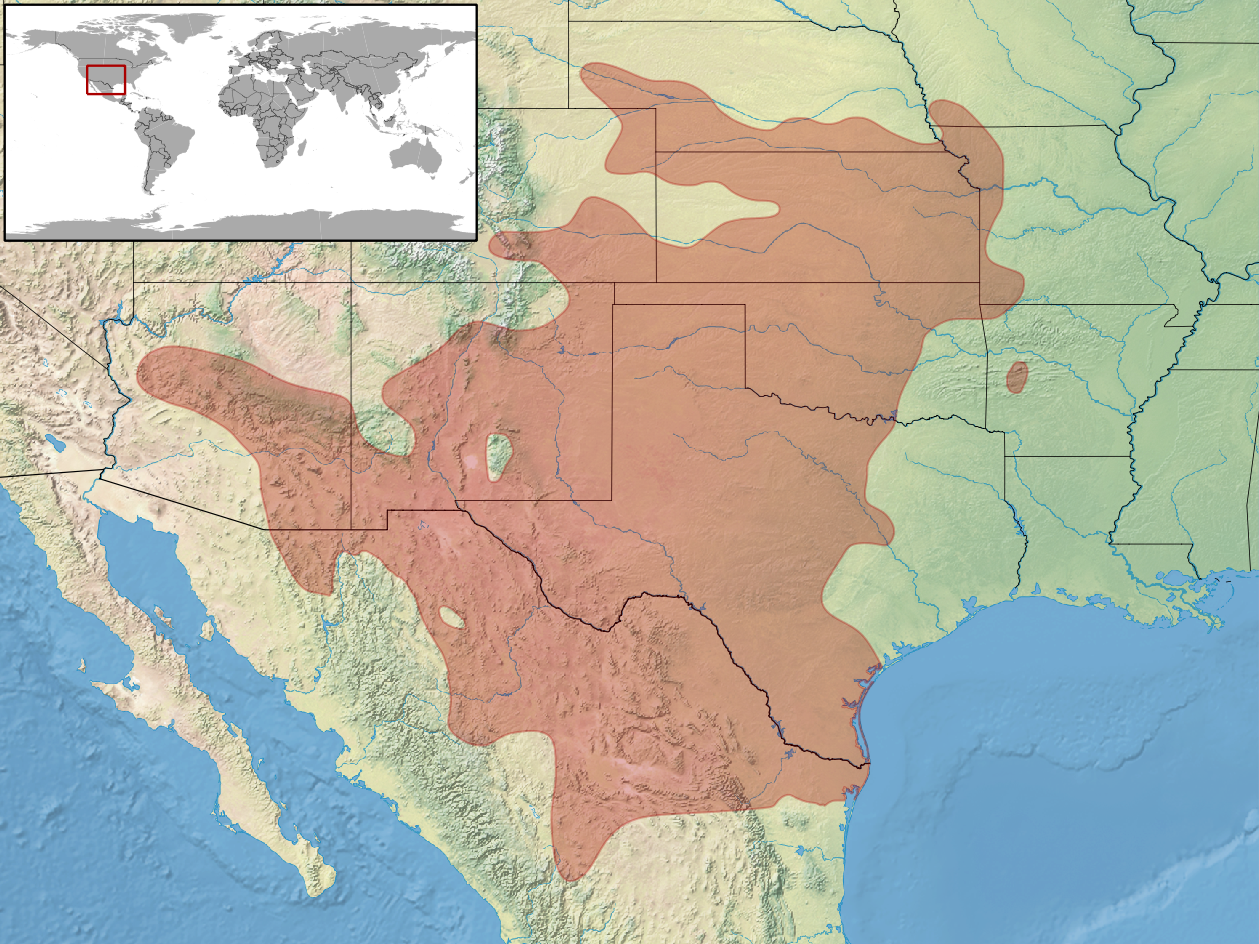
Répartition de l'espèce.

Cette espèce se rencontre :
- aux États-Unis dans l'est du Colorado, dans le sud du Nebraska, au Kansas, en Oklahoma, au Texas, au Nouveau-Mexique et en Arizona ;
- au Mexique dans le nord-est du Sonora, dans le Nord et l'Est du Chihuahua, au Coahuila, dans le nord du Nuevo León et dans le Nord du Tamaulipas.

## Description
Ce lézard atteint jusqu'à 13 cm (sans la queue). Il a un corps trapu et des pattes petites, peu développées, comme de nombreux lézards fouisseurs. La tête est peu différenciée du corps, et assez petite. Il est beige, gris ou olive, avec de nombreuses petites marques noires sur le corps. Les juvéniles sont noirs, les marques sur le corps étant quasi invisibles, et la queue tire vers le bleu.

## Reproduction
La période de reproduction s'étale sur les mois d'avril et mai, au bout de laquelle la femelle protège sa couvée pouvant compter de 5 à 32 œufs pour une moyenne de 12, jusqu'à leur éclosion à la fin de l'été.

## Publication originale
- Baird & Girard, 1852 : Characteristics of some new reptiles in the Museum of the Smithsonian Institution, part 2. Proceedings of the Academy of Natural Sciences of Philadelphia, vol. 6, p. 125-129 (texte intégral).

## Sources
- (en) Cet article est partiellement ou en totalité issu de l’article de Wikipédia en anglais intitulé « Great Plains Skink » (voir la liste des auteurs).